# Granátula de Calatrava
Granátula de Calatrava település Spanyolországban, Ciudad Real tartományban. Granátula de Calatrava Aldea del Rey, Valenzuela de Calatrava, Almagro, Ciudad Real, Moral de Calatrava, Santa Cruz de Mudela, Viso del Marqués és Calzada de Calatrava községekkel határos. Lakosainak száma 686 fő (2024).

## Népesség
A település népessége az elmúlt években az alábbi módon változott:
| Lakosok száma | 1020 | 1011 | 1018 | 941  | 896  | 824  | 794  | 714  | 719  | 686  |
|               | 2001 | 2004 | 2006 | 2009 | 2011 | 2014 | 2016 | 2019 | 2021 | 2024 |